# エスコット・リード
エスコット・グレーブス・メレディス・リード (Escott Graves Meredith Reid、1905年1月2日-1999年9月28日)は、カナダの外交官、学者である。彼は国際連合、北大西洋条約機構の設立に尽力し、また国際公務員として、作家や大学経営者としても活躍した。

## 生涯

### 生い立ち
リードはオンタリオ州キャンベルフォードに生まれた。父親はアルフレッド・ジョン・リード牧師で、生まれはイングランドのシュロップシャーである。母親はモーナ・アービン・メレディスで、彼女の父親はマギル大学の学長も務めたエドマンド・アレン・メレディスであった。のちにリードは祖父のメレディスと同じ外務次官補の地位に就いている。

### 学歴
リードは1927年にトロント大学トリニティ・カレッジで政治学の学士号を取得し、ローズ奨学生として29年にオックスフォード大学クライスト・チャーチで学士号を、35年に修士号を得ている。1930年の時点で研究職のポストをえるのは難しかったので、リードはロックフェラー財団のフェローシップを得て、カナダの政党や選挙制度（特にサスカチュワン州の）について研究した。

### カナダ国際問題研究所
ハーバード大学での教職の口もあったが、リードは1932年から38年までカナダ国際問題研究所(CIIA)の本部で最初の常勤事事務局長になった。彼はこの時期、社会再建連盟(LSR)でも活動している。この組織は1931年から32年の冬にかけてモントリオールとトロントで設立された左派的な有識者の団体である。彼はまた、1932年から33年に結党した新しい社会民主主義の政党である協同連邦党(CCF)に参加している。こうした左派的なものの見方と、今度またヨーロッパで戦争があってもカナダは中立であるべきだという信念のせいで、彼は次第に国際問題研究所に居心地のわるさを感じるようになってきた。こうして彼は新しいキャリアを求めて、1937年から38年にかけてダルハウジー大学の行政学および政治学の臨時教授になった。

### 外務省入省
1939年に、彼はカナダ外務省に入省し、ワシントン、ロンドン、サンフランシスコ、オタワなどに赴任し、国際連合設立のために力を尽くした。リードらの世代のカナダの官僚は別格だった。彼らのおかげでカナダの国政術は1940年代と50年代に大きな名声をえることができた。

### 冷戦の始まり
リードは1941年には通商協定締結のためのジェームズ・マッキノン貿易相のラテン・アメリカ遊説に随行している。1946年から49年にはレスター・B・ピアソンの首席補佐官となり、西側民主主義諸国の集団的安全保障体制を立案することに貢献した。この仕組みは後にNATOになっている。

### 国際的な活躍
1947年には外務省次官補代理に就任し、48年から52年には外務次官補になっている。彼はまた1945年にサンフランシスコで開催された国際連合設立総会にもカナダ代表団の一員として出席している。1952年から57年にかけては駐インド高等弁務官、58年から62年にかけては駐ドイツ大使、62年から65年には世界銀行の南アジア・中東地域担当部長、65年から69年にはヨーク大学グレンドン・カレッジ長に就任した。

### 家族
リードはオックスフォード大学留学時代にウィニペグ出身のルース・ヘリオットと出会い、結婚している。二人は三人の子をもうけたが、そのうちティモシー・エリオットは教育者、公務員、起業家として知られる。

### 晩年
リードは引退後の余生の多くをケベック州ウェイクフィールドに所有する農場ですごした。1973年から89年にかけて彼は7冊の本を書いたが、これらはいずれも彼自身の経験に根差しつつも、一般の関心集めるような題材をあつかっていた。そのなかには世界銀行での仕事や、国連の創設、北大西洋条約の作成、1956年のハンガリー動乱やスエズ危機、インド駐在時代のネルーとの交友、そして自分のことを「ラディカルなマンダリン(急進派官僚)」と称した、同名の自伝を執筆した。
ときにリードの性格は「尊大で、やりすぎ、純朴リベラルな理想主義者」と思われることもあった。しかし、彼の貢献があればこそ、20世紀における重要な国際的な発展が可能になったのである。彼の在職中、カナダの外交は世界の名だたる指導者たちにまじって第一線にあったが、退職後、その地位は急速に落ち込んでしまった。1971年にリードがカナダ勲章コンパニオンに叙勲されたときには、その理由は「外交官、国際公務員、教育者としての貢献により」と説明された。1993年、彼はピアソン平和メダルを公務員としての活動により受賞した。リードは1999年9月28日にオタワで亡くなっている。

## 著作
- The Future of the World Bank (1965)
- Strengthening the World Bank (1973)
- Time of Fear and Hope: The Making of the North Atlantic Treaty 1947-49 (1977)
- Envoy to Nehru (1981)
- On Duty: A Canadian at the Making of the United Nations, 1945-46 (1983)
- Hungary and Suez 1956: A View From New Delhi (1987)
- Radical Mandarin: The Memoirs of Escott Reid (1989)